# فلاديمير شيفياكوف

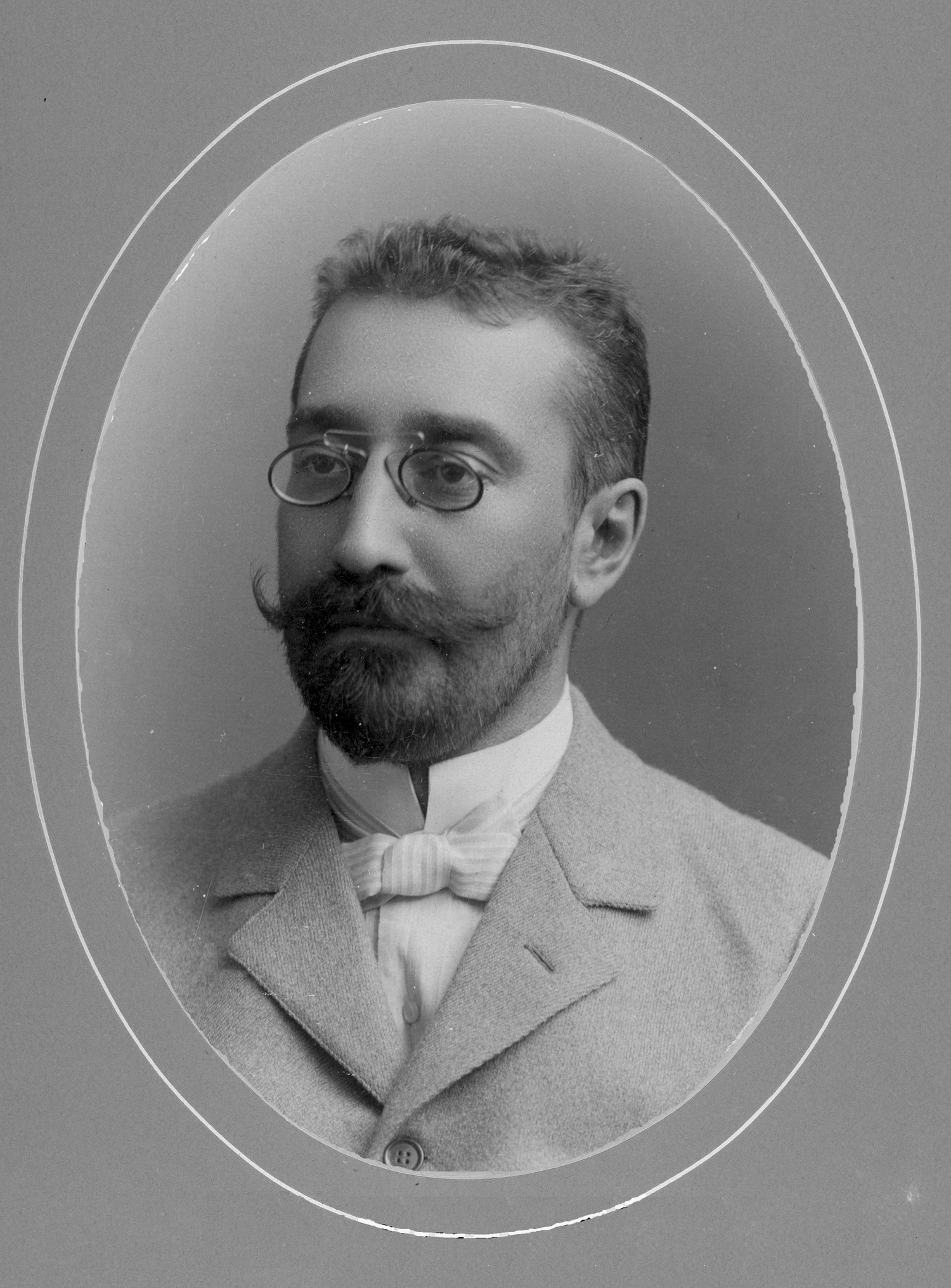

فلاديمير تيموفيفيتش شيفياكوف (الروسية: Владимир Тимофеевич Шевяков؛ 29 أكتوبر 1859، سانت بطرسبرغ - 18 أكتوبر 1930، إيركوتسك) نشر تحت التهجئة الألمانية لاسمه (W. Shewiakoff)، كان عالم أحياء روسي عمل على الأوليات الحيوانية، وأستاذًا.
كان فلاديمير ابنًا للتاجر تيموفي شيفياكوف. والدته، إليزابيث كريستين، كانت تُدعى سيفرز من توكوموس بالقرب من ريغا. في عام 1881، بدأ دراسته في كلية الفيزياء والرياضيات بجامعة سانت بطرسبرغ في الإمبراطورية الروسية.
درس شيفياكوف على يد كونستانتين ميرشكوفسكي في سانت بطرسبرغ وأوتو بوتشلي في جامعة هايدلبرغ. تزوج من ليديا كوفاليفسكايا، الابنة الصغرى لألكسندر كوفاليفسكي. ترأس شيفياكوف، مع كونستانتين أرسينييف، تحرير مجلدات إضافية من قاموس بروكهاوس وإيفرون الموسوعي. عمل أستاذًا في جامعة سانت بطرسبرغ حتى عام ١٩١١، حين ترك مجال العلوم وأصبح نائبًا للوزير في حكومة القيصر نيقولا الثاني. خلال الثورة، انتقل هو وعائلته أولًا إلى بيرم في جبال الأورال، وفي عام ١٩٢٠ أصبح أستاذًا في إيركوتسك.
اشتهر بأعماله على الشعاعيات والهدبيات والأكانثاريا، ووصف العديد من الأصناف.

## أعمال
- Über die karyokinetische Kerntheilung der Euglypha alveolata . "Morphologische Jahrbuch" 13، ss. 193–258 (1888)
- لقد حصل الرجل على تجربة تشريحية ونسيجية حقيقية من مؤسسة Meduse Charybdea مع الدهشة من خلال Augenbildungen und womöglich تحت Berücksichtigung der Augen verwandter Medusen. Beiträge zur Kenntniss des Acalephenauges (1888)
- شوياكوف دبليو، غراسي ب. بيتراج زور كينتنيس دي ميغاستوما المعوية. "Zeitschrift für wissenschaftliche Zoologie" 46, s. 143-154 + رر. 15 (1888)
- Beiträge zur Kenntniss des Acalephenauges . "Morphologische Jahrbuch" 15، 21–60 (1889)
- Beiträge zur Kenntniss der holotrichen Ciliaten. فيرلاج فون تيودور فيشر، كاسيل 1889
- Bütschli O، Schewiakoff W. Ueber den feineren Bau der quergestreiften Muskeln von Arthropoden. "Biologisches Centralblatt" 11، 2، س. 33-39 (1891)
- Bemerkung zu der Arbeit von Professor Famintzin über Zooكلوريلين. "Biologisches Centralblatt" 11، ق. 475–476 (1891)
- Ueber die Geographische Verbreitung der Süsswasser-Protozoen. "Mémoires de l'Académie Impériale des Sciences de St. Petersbourg" VII، 41، 1–201 (1893)، BHL .
- Ueber einige ekto- and intoparasitische Protozoen der Cyclopiden. "الثور. سوك. إمبير. طبيعي. موسكو" 7، 1–29. + رر. 1 (1893)
- لا يوجد سوى كائن بكتيريا جديد في Susswassers . "Verhandlungen des Naturhistorisch-medizinischen Vereins zu Heidelberg" 5, s. 44-79 (1893)
- Ueber die Natur der sogenannten Exkretkörner der Infusorien. "Zeitschrift für wissenschaftliche Zoologie" 57، ق. 32-56 + رر. 3 (1894)
- Ein abnorm weiblicher Genital-Apparat von Ascaris lumbricoides L. "Centralblatt für Bakteriologie" 15 (13-14)، s. 473-476 (1894)
- Ueber die Ursache der fortschreitenden Bewegung der Gregarinen. "Zeitschrift für wissenschaftliche Zoologie" 58، ق. 340–354 (1894)
- طريقة جديدة لتلوين الأهداب والسوطيات والأعضاء الحركية الأخرى لدى الأوليات. "وقائع المؤتمر الدولي الرابع لعلم الحيوان"، كامبريدج، ١٨٩٨.
- ك علم الأحياء. "أكاديمية الإمبراطور هاوك" المجلد 75
- تنظيم وتنظيم Infusoria Aspirotricha. "مذكرات الأكاديمية الإمبراطورية للعلوم في سانت بطرسبرغ" الثامن، 4، 1–395
  - بنية وتصنيف نقاعيات الأسبيروتريتشا (هولوتريتشا أوكتوروم) بقلم دبليو. شيفياكوف ، ترجمة: برودنس وينتر كوفويد (١٩٠٣)
- Beiträge zur Kenntniss der Radiolaria-Acanthometrea. "مذكرات الأكاديمية الإمبراطورية للعلوم في سانت بطرسبورغ" 12، 10 (1902)
- الأكانثاريا. الحيوانات والنباتات في خليج نابولي. 2 المجلد. Stazione Zoologica di Napoli، مونوغر. رقم 37، 1–755 (1896)
- Acantharia des Golfes von Neapel [w:] Fauna and Flora des Golfes von Neapel Monographie, Friedländer & Sohn, Berlin 1926

## الجوائز
وسام القديسة آنا من الدرجة الثانية، وسام القديس ستانيسلاف من الدرجتين الثانية والثالثة، وسام القديس فلاديمير من الدرجة الرابعة. في عام ١٩٢٣، وبمناسبة الذكرى السنوية، منحته المنظمة النقابية الإقليمية لقب "بطل العمل" الفخري.

## روابط خارجية
- البروفيسور دبليو تي شيفياكوف: الحياة والعلم
- موسوعة نهاية الحياة لتصنيفات الكائنات الحية التي وصفها شيفياكوف. بعض الصور. اكتب شيفياكوف في مربع البحث.
- أصل أسماء الكائنات البحرية
- متحف علم الحيوان بجامعة سانت بطرسبرغ الحكومية: فلاديمير تيموفيفيتش شيفياكوف